# Polska na Halowych Mistrzostwach Świata w Lekkoatletyce 2016
Polska na Halowych Mistrzostwach Świata w Lekkoatletyce 2016 – reprezentacja Polski podczas halowych mistrzostw świata pomiędzy 17–20 marca w Portlandzie. Kadra liczyła 17 zawodników – 6 mężczyzn i 11 kobiet.

## Minima kwalifikacyjne
Niżej wymienione wskaźniki dla polskich lekkoatletów zostały zatwierdzone przez Zarząd PZLA 20 listopada 2015 roku na wniosek wiceprezesa ds. szkolenia Henryka Olszewskiego. Termin uzyskiwania minimów przypadł na dni 15 stycznia–6 marca 2016.
| Konkurencja                    | Kobiety | Kobiety                     | Mężczyźni | Mężczyźni                   |
| Konkurencja                    | Hala    | Stadion                     | Hala      | Stadion                     |
| ------------------------------ | ------- | --------------------------- | --------- | --------------------------- |
| Bieg na 60 metrów              | 7,32    | 11,20 (100 m)               | 6,65      | 10,15 (100 m)               |
| Bieg na 400 metrów             | 53,15   | 51,20                       | 46,70     | 45,10                       |
| Bieg na 800 metrów             | 2:02,50 | 1:58,50                     | 1:46,50   | 1:44,00                     |
| Bieg na 1500 metrów            | 4:10,00 | 4:03,00                     | 3:39,50   | 3:33,00                     |
| Bieg na 3000 metrów            | 9:00,00 | 8:36,00 (14:56,00 – 5000 m) | 7:50,00   | 7:40,00 (13:10,00 – 5000 m) |
| Bieg na 60 metrów przez płotki | 8,14    | 12,85 (100 m p.pł.)         | 7,72      | 13,45 (110 m p.pł.)         |
| Skok wzwyż                     | 1,97    | –                           | 2,33      | –                           |
| Skok o tyczce                  | 4,71    | –                           | 5,77      | –                           |
| Skok w dal                     | 6,75    | –                           | 8,18      | –                           |
| Trójskok                       | 14,30   | –                           | 17,00     | –                           |
| Pchnięcie kulą                 | 18,10   | –                           | 20,50     | –                           |

## Występy reprezentantów Polski

### Mężczyźni

#### Konkurencje biegowe
| Zawodnik            | Konkurencja               | Eliminacje | Eliminacje | Półfinał | Półfinał | Finał    | Finał |
| Zawodnik            | Konkurencja               | Rezultat   | Poz.       | Rezultat | Poz.     | Rezultat | Poz.  |
| ------------------- | ------------------------- | ---------- | ---------- | -------- | -------- | -------- | ----- |
| Remigiusz Olszewski | bieg na 60 m              | 6,71       | Q          | 6,71     | 21.      | NQ       | NQ    |
| Dominik Bochenek    | bieg na 60 m przez płotki | 7,86       | 21.        | NQ       | NQ       | NQ       | NQ    |

#### Konkurencje techniczne
| Zawodnik          | Konkurencja    | Finał    | Finał   |
| Zawodnik          | Konkurencja    | Rezultat | Pozycja |
| ----------------- | -------------- | -------- | ------- |
| Piotr Lisek       | skok o tyczce  | 5,75     | brąz    |
| Robert Sobera     | skok o tyczce  | 5,65     | 6.      |
| Konrad Bukowiecki | pchnięcie kulą | 20,53    | 4.      |
| Michał Haratyk    | pchnięcie kulą | 19,48    | 14      |

### Kobiety

#### Konkurencje biegowe
| Zawodniczka                                                       | Konkurencja        | Eliminacje | Eliminacje | Półfinał | Półfinał | Finał      | Finał  |
| Zawodniczka                                                       | Konkurencja        | Rezultat   | Poz.       | Rezultat | Poz.     | Rezultat   | Poz.   |
| ----------------------------------------------------------------- | ------------------ | ---------- | ---------- | -------- | -------- | ---------- | ------ |
| Agata Forkasiewicz                                                | bieg na 60 m       | 7,45       | 29.        | NQ       | NQ       | NQ         | NQ     |
| Marika Popowicz                                                   | bieg na 60 m       | 7,32       | 23. q      | 7,34     | 21.      | NQ         | NQ     |
| Małgorzata Hołub                                                  | bieg na 400 m      | 53,15      | 6. Q       | 52,73 SB | 6.       | NQ         | NQ     |
| Justyna Święty                                                    | bieg na 400 m      | 54,25      | 11. Q      | 53,00    | 7. Q     | 52,46      | 5.     |
| Danuta Urbanik                                                    | bieg na 1500 m     | 4:09,41    | 4. Q       | —        | —        | 4:12,59    | 9.     |
| Renata Pliś                                                       | bieg na 1500 m     | 4:10,44    | 8. q       | —        | —        | 4:10,14    | 7.     |
| Renata Pliś                                                       | bieg na 3000 m     | —          | —          | —        | —        | DNS        | DNS    |
| Ewelina Ptak Małgorzata Hołub Magdalena Gorzkowska Justyna Święty | sztafeta 4 × 400 m | —          | —          | —        | —        | 3:31,15 EL | srebro |

#### Konkurencje techniczne
| Zawodniczka     | Konkurencja | Finał    | Finał   |
| Zawodniczka     | Konkurencja | Rezultat | Pozycja |
| --------------- | ----------- | -------- | ------- |
| Kamila Lićwinko | skok wzwyż  | 1,96     | brąz    |